# Microtus anatolicus
Microtus anatolicus är en gnagare i släktet åkersorkar som förekommer i centrala Turkiet. Populationen infogades en längre tid i Microtus dogramacii och den godkänns sedan 2002 som art.

## Utseende
Arten når en kroppslängd (huvud och bål) av 10,5 till 12,5 cm, en svanslängd av 2,1 till 3,4 cm och en vikt av 23 till 53 g. Huvudet kännetecknas av ganska stora öron som är synliga utanför pälsen. Ovansidan är täckt av ljus gråbrun päls och undersidans päls är vitaktig. Även svansen kan vara mörk på ovansidan eller den är helt vit. Avvikande detaljer av kraniets och tändernas konstruktion skiljer Microtus anatolicus från andra åkersorkar.

## Utbredning
Utbredningsområdet ligger i södra delen av centrala Anatolien. Habitatet utgörs av stäpper med glest fördelad växtlighet. Den besöker odlingar med sockerbeta när växten är mogen.

## Ekologi
En grupp av flera exemplar lever i ett område med en diameter av cirka 20 meter. De gräver underjordiska tunnelsystem och ovanför markytan skapas stigar mellan ingångarna genom att trampa ned växtligheten. Vid ingångarna har tunnlarna en diameter av 4 till 7 cm. Microtus anatolicus kan vara dag- och nattaktiv. Honor som var dräktiga med 2 till 5 ungar registrerades.

## Bevarandestatus
Regionens omvandling till jordbruksmark är ett hot mot beståndet. I odlade områden används bekämpningsmedel mot gnagare. I regionen inrättades en skyddszon. Det kända utbredningsområdet är ganska litet men fynd under 2000-talet pekar på att Microtus anatolicus har en större utbredning. IUCN listar arten med kunskapsbrist (DD).